# 브로드만 영역
브로드만 영역(Brodmann area)은 사람이나 영장류 대뇌의 피질에 있는 영역으로, 세포구축(cytoarchitecture) 즉 세포의 구조와 구성에 따라 정의된다.

## 역사

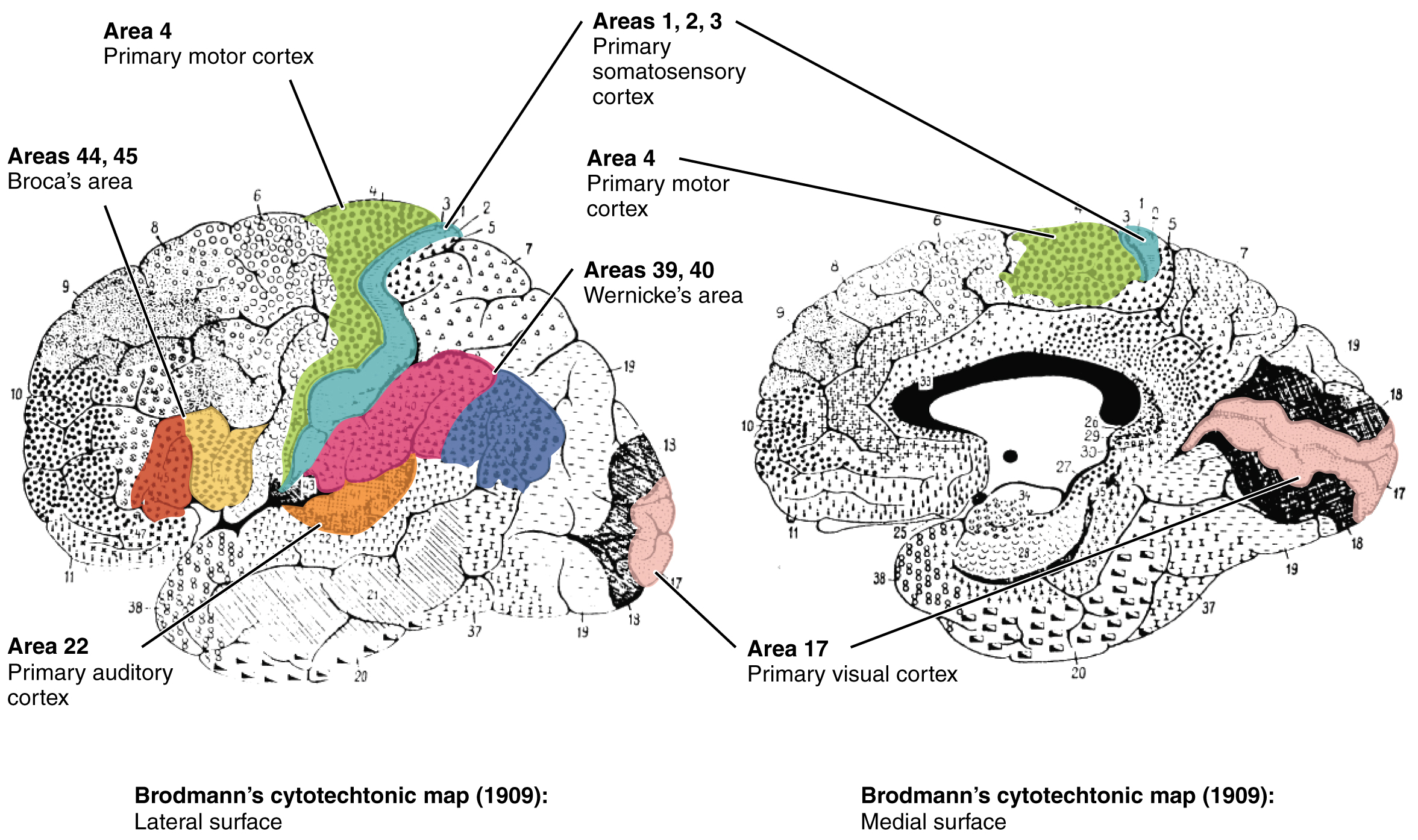
주요 번호가 표시되어 있는 브로드만 영역

독일의 해부학자인 코르비니안 브로드만(독일어: Korbinian Brodmann)이 니슬 염색법을 이용하여 대뇌 피질을 관찰하고, 뉴런의 세포구축에 따라 브로드만 영역을 정의하고 번호를 매겼다. 브로드만은 1909년 사람, 원숭이 그리고 기타 동물의 피질 영역에 대한 지도와 포유동물 피질의 일반 세포 유형과 층 구조에 대한 관찰 내용을 발표하였다. 1925년 콘스탄틴 폰 에코노모(Constantin von Economo)와 게오르크 코스키나스(Georg N. Koskinas)가 더 상세한 피질 지도를 발표하였다.

## 오늘날의 중요성
브로드만 영역은 거의 한 세기 동안 토의와 논쟁, 개선을 거쳐 가장 잘 알려지고 자주 인용되는 세포구축 구조가 되었다. 브로드만이 뉴런의 구성에만 기초하여 정의한 영역을 피질의 다양한 기능과 연관지었다. 예를 들어, 브로드만 영역 1, 2와 3은 일차 몸감각피질이고, 영역 4는 일차 운동피질, 영역 17은 일차 시각피질, 영역 41과 42는 일차 청각피질과 밀접한 연관이 있다. 연합 피질 영역의 고차(high-order) 기능은 신경생리학, fMRI 등의 방법으로 확인한 브로드만 영역과 일치하였다. 예를 들어, 왼쪽 브로드만 영역 44와 45는 말과 언어를 담당하는 브로카 영역과 일치하였다. 그러나 fMRI는 브로드만 영역이 활성화되는 대략적인 위치만 알 수 있을 뿐, 영역의 정확한 경계는 조직학적인 검사가 필요하다.

## 인간 및 영장류의 브로드만 영역

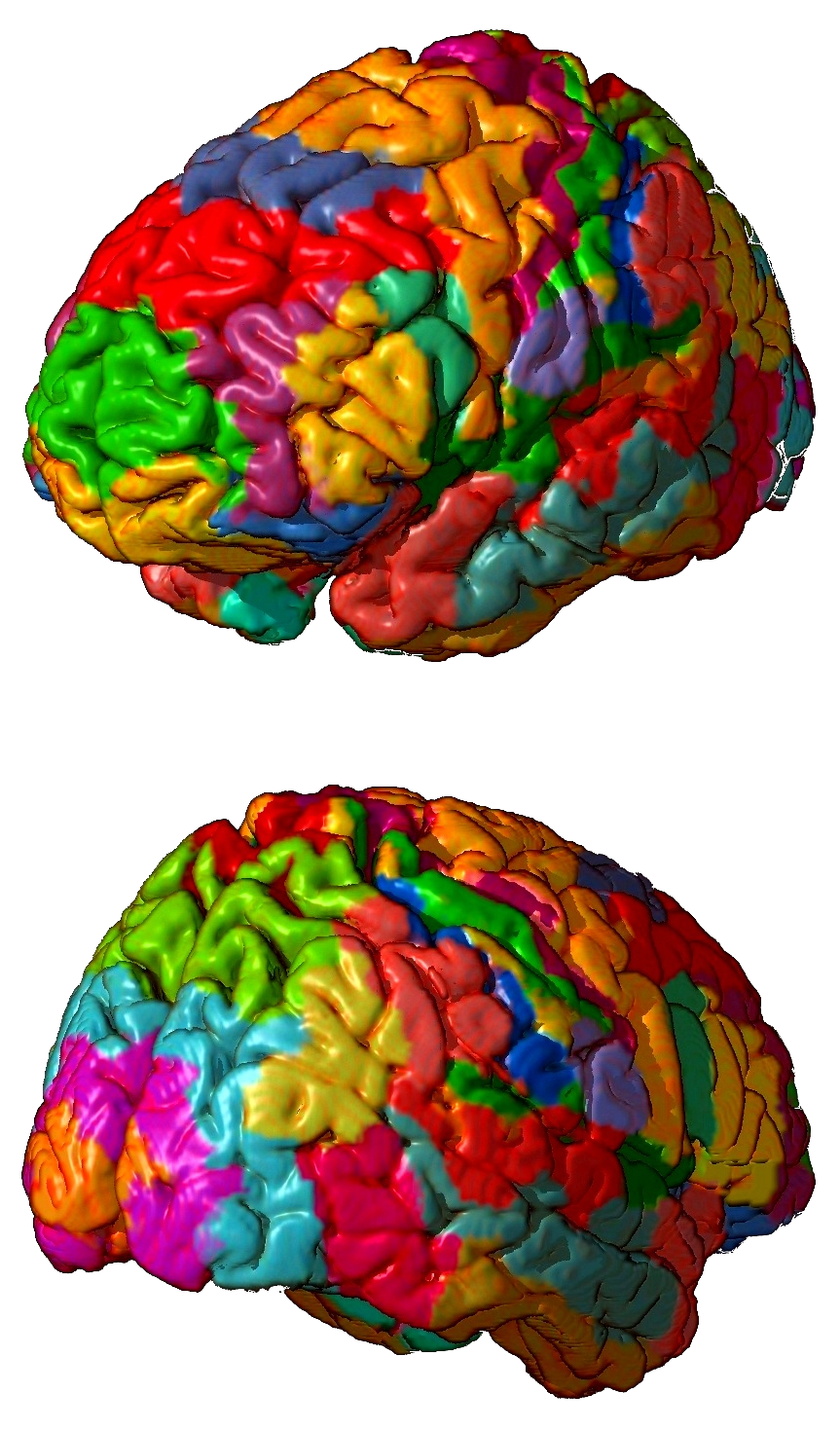
3D로 나타낸 브로드만 영역

서로 다른 종 사이에는 브로드만 영역 번호가 같더라도 반드시 같은 영역을 가리키지는 않는다.
원래 하나의 브로드만 영역이었던 것이 영역 23a, 23b와 같이 더 세분화되기도 한다.
- 브로드만 영역 3, 1, 2 - 중심뒤 이랑(postcentral gyrus)의 일차 몸감각 겉질(primary somatosensory cortex) (종종 관례에 따라 영역 3, 1, 2라고 함)
- 브로드만 영역 4 - 일차운동겉질(primary motor cortex)
- 브로드만 영역 5 - 몸감각 연합피질(somatosensory association cortex)
- 브로드만 영역 6 - 전운동피질(premotor cortex)과 보조운동피질(supplementary motor cortex)(이차 운동피질, secondary motor cortex)
- 브로드만 영역 7 - 몸감각 연합피질(somatosensory association cortex)
- 브로드만 영역 8 - 전두엽 안구운동야(frontal eye fields)를 포함하는 영역
- 브로드만 영역 9 - 등쪽가쪽 전전두피질(dorsolateral prefrontal cortex)
- 브로드만 영역 10 - 앞쪽 전전두피질(anterior prefrontal cortex, 위쪽 및 가운데 전두이랑의 가장 입쪽 부분)
- 브로드만 영역 11 - 안와전두 영역(orbitofrontal area, 위쪽 전두이랑의 입쪽 부분 일부와 안와 및 곧은이랑)
- 브로드만 영역 12 - 안와전두 영역(orbitofrontal area, 원래는 영역 11의 일부였음. 위쪽 전두 이랑과 아래쪽 입쪽 고랑)
- 브로드만 영역 13과 브로드만 영역 14* - 섬 피질(insular cortex)
- 브로드만 영역 15* - 앞쪽 측두엽(temporal lobe)
- 브로드만 영역 16 - 섬 피질(insular cortex)
- 브로드만 영역 17 - 일차 시각피질(primary visual cortex, V1)
- 브로드만 영역 18 - 이차 시각피질(secondary visual cortex, V2)
- 브로드만 영역 19 - 연합 시각피질(associative visual cortex, V3, V4, V5)
- 브로드만 영역 20 - 아래쪽 측두이랑(inferior temporal gyrus)
- 브로드만 영역 21 - 가운데 측두이랑(middle temporal gyrus)
- 브로드만 영역 22 - 위쪽 측두이랑(superior temporal gyrus). 꼬리쪽 부분은 대개 베르니케 영역이 있는 곳으로 간주한다.
- 브로드만 영역 23 - 배쪽 뒤쪽 띠다발피질(posterior cingulate cortex)
- 브로드만 영역 24 - 배쪽 앞쪽 띠다발피질(anterior cingulate cortex)
- 브로드만 영역 25 - 무릎밑 영역(subgenual area, 배쪽안쪽 전전두피질)[5]
- 브로드만 영역 26 - 대뇌 피질의 뒤뇌들보팽대(retrosplenial region) 중 바깥뇌들보팽대 부분(ectosplenial portion)
- 브로드만 영역 27 - 조롱박피질(piriform cortex)
- 브로드만 영역 28 - 배쪽 내후각피질(entorhinal cortex)
- 브로드만 영역 29 - 뒤뇌들보팽대(retrosplenial region) 띠다발피질(cingulate cortex)
- 브로드만 영역 30 - 띠다발피질(cingulate cortex)의 일부
- 브로드만 영역 31 - 등쪽 뒤쪽 띠다발피질(posterior cingulate cortex)
- 브로드만 영역 32 - 등쪽 앞쪽 띠다발피질(anterior cingulate cortex)
- 브로드만 영역 33 - 앞쪽 띠다발피질(anterior cingulate cortex)의 일부
- 브로드만 영역 34 - 해마곁이랑(parahippocampal gyrus)에 있는 등쪽 내후각피질(entorhinal cortex)
- 브로드만 영역 35 - 후각뇌고랑(rhinal sulcus)의 후각주위피질(perirhinal cortex)
- 브로드만 영역 36 - 현재 후각뇌고랑(rhinal sulcus)의 후각주위피질(perirhinal cortex)의 일부인 바깥후각 영역(ectorhinal area)
- 브로드만 영역 37 - 방추형이랑(fusiform gyrus)
- 브로드만 영역 38 - 위쪽 및 가운데 측두이랑(temporal gyrus)의 가장 입쪽 부분인 측두엽극 영역(temporopolar area)
- 브로드만 영역 39 - 각이랑(angular gyrus). 베르니케 영역의 일부로 간주된다.
- 브로드만 영역 40 - 모서리위이랑(supramarginal gyrus). 베르니케 영역의 일부로 간주된다.
- 브로드만 영역 41과 42 - 청각피질(auditory cortex)
- 브로드만 영역 43 - 일차 미각피질(primary gustatory cortex)
- 브로드만 영역 44 - 아래 전두이랑(inferior frontal gyrus)의 일부인 덮개부(pars opercularis). 브로카 영역의 일부.
- 브로드만 영역 45 - 아래 전두이랑(inferior frontal gyrus)의 일부인 삼각부(pars triangularis). 브로카 영역의 일부.
- 브로드만 영역 46 - 등쪽가쪽 전전두피질(dorsolateral prefrontal cortex)
- 브로드만 영역 47 - 아래 전두이랑(inferior frontal gyrus)의 일부인 안와부(pars orbitalis)
- 브로드만 영역 48 - 측두옆 가운데 표면의 일부인 해마이행부뒤 영역(retrosubicular area)
- 브로드만 영역 49 - 설치류의 해마이행부곁 영역(parasubicular area)
- 브로드만 영역 52 - 측두엽과 섬엽(insula)이 만나는 섬엽곁 영역(parainsular area)

(*) 사람이 아닌 유인원에만 있는 영역.

### 뇌지도 가쪽 표면
양 옆에서 보이는 표면을 가쪽 표면(lateral surface)이라 한다.
아래 그림은 왼쪽 반구의 가쪽 표면이다.

### 뇌지도 가운데 표면
좌우 반구 사이의 정중앙 분할면을 가운데 표면(medial surface)이라 한다.
아래 그림은 오른쪽 반구의 안쪽 표면이다.

## 비판
폰 보닌(von Bonin)과 베일리(Bailey)는 브로드만이 널리 알려진 사람 뇌 지도를 작성한 것은 사실이지만 그 기반이 되는 자료가 발표된 적이 없음을 지적하였다.

## 같이 보기
- 뇌
- 대뇌피질